# Джраовит
Джраовит (арм. Ջրահովիտ) — село в Араратской области Армении. Основано в 1831 году.

## География
Село расположено в западной части марза, при автодороге , на расстоянии 18 километров к северо-западу от города Арташат, административного центра области. Абсолютная высота — 830 метров над уровнем моря.
Климат
Климат характеризуется как семиаридный (BSk в классификации климатов Кёппена). Среднегодовая температура воздуха составляет 12,7 °C. Средняя температура самого холодного месяца (января) составляет −2,6 °С, самого жаркого месяца (июля) — 26,3 °С. Расчётная многолетняя норма атмосферных осадков — 282 мм. Наибольшее количество осадков выпадает в мае (47 мм).

## Население
Иван Шопен отмечал, что согласно сведениям из "Камерального описания", составленного в 1829-1831 годах, в селе Джабачили Гарнибасарского магала Эриванской провинции проживало 275 человек, из которых 135 - мусульмане ("мюгаммедане"), и 140 - армяне, переселившиеся из Персии после заключения Туркманчайского договора (1828) сторонами Русско-персидской войны (1826—1828).
По данным «Сборника сведений о Кавказе» за 1880 год в селе Джабачалу Эриванского уезда по сведениям 1873 года было 42 двора и проживало 252 человека, в основном азербайджанцев (указаны как «татары»), которые были шиитами.
По данным Кавказского календаря на 1912 год, в селе Джабачалу Эриванского уезда проживало 365 человек, в основном азербайджанцев, указанных как «татары».
| Год переписи | Население          | Население          | Население          | Население            | Население            | Население            |
| Год переписи | Наличное население | Наличное население | Наличное население | Постоянное население | Постоянное население | Постоянное население |
| Год переписи | Всего              | Мужчины            | Женщины            | Всего                | Мужчины              | Женщины              |
| ------------ | ------------------ | ------------------ | ------------------ | -------------------- | -------------------- | -------------------- |
| 2001         | 1040               | 507                | 533                | 1144                 | 565                  | 579                  |
| 2011         | 1032               | 511                | 521                | 1072                 | 545                  | 527                  |